# ディエゴ・ディアス・ガリード
ディエゴ・ディアス・ガリード（Diego Díaz Garrido、1968年12月30日 - ）は、スペイン・マドリード出身の元サッカー選手。ポジションはGK。

## 経歴
1987-88シーズン、アトレティコ・マドリードのBチームでキャリアをスタート。1990-91シーズンにレンタル移籍で在籍したスポルティング・デ・ヒホンでプリメーラ・ディビシオン初出場を記録すると、1991-92シーズンにアトレティコ・マドリードのトップチームで初出場を果たした。アトレティコ・マドリードを1995年に退団すると、その後はレアル・バリャドリードやヘレスCDなどに所属した。
現役引退後の2018-19シーズン、古巣アトレティコ・マドリードBでGKコーチを務めた。

## 個人成績
- キャリア通算 - 170試合0得点[1]
  - プリメーラ・ディビシオン - 通算61試合0得点
  - セグンダ・ディビシオン - 通算49試合0得点
  - セグンダ・ディビシオンB - 通算37試合0得点

## タイトル
アトレティコ・マドリードB
- セグンダ・ディビシオンB : 1回 (1988-89)

アトレティコ・マドリード
- コパ・デル・レイ : 1回 (1991-92)